# Glasbær
Glasbær (Callicarpa bodinieri) er en løvfældende busk med en opret til overhængende og åben vækst. Frugterne er blanke og violette, men giftige.

## Beskrivelse
Barken er først lysegrøn og ru af stive hår. Senere bliver den brunviolet og stivhåret, og til sidst er den olivengrå og ru med lyse korkporer. Knopperne er modsatte og lyst grågrønne, behårede og slanke med parvist modsatte skæl. Bladene er elliptiske med lang spids og bugtet-takket rand. Oversiden er matgrøn og lidt ru, mens undersiden er en smule lysere. Høstfarven er gul til orange. 
Blomstringen sker i august. De enkelte blomster er lyserøde til lysviolette og ganske små. De sidder samlet i små halvskærme ved bladhjørnerne. Frugterne er blanke og violette, bæragtige stenfrugter, der bliver siddende længe efter løvfald. Frøene modner ikke i Danmark.
Rodnettet er kun lidt forgrenet, hvad muligvis skyldes, at planten kun sælges som stiklingeformeret. Rodnettet består af få, men dybtgående og vidtrækkende hovedrødder med ganske få siderødder. 
Højde x bredde og årlig tilvækst: 2 x 2 m (25 x 25 cm/år).

## Hjemsted
Busken hører hjemme i skovbryn og på bjergskråninger i det mellemste og vestlige Kina, hvor jordbunden er frugtbar. Vintrene er ret kolde og snerige, mens somrene er varme og tørre. Den vokser sammen med bl.a.: Blå Ene, Elefantgræs, Etage-Kornel, Ildtorn, Kina-Pære, Pernys Kristtorn, Pilebladet Dværgmispel, Ranunkelbusk, Skæbnetræ og Tempeltræ.
- Bær
- Vækstform

| Portal | Portal:Botanik |